# Trik zaupanja
Trik zaupanja (sinonimi vključujejo igro zaupanja, sistem zaupanja, prevara in varka) je poskus goljufije zoper osebe ali skupino, po pridobitvi zaupanja, ki se uporablja v klasičnem smislu zaupanja. Triki zaupanja izkoriščajo lastnosti človeške psihe kot so nepoštenost, iskrenost, nečimrnost, sočutje, lahkovernost, neodgovornost, naivnost in pohlep. 

## Terminologija
Storilca, ki uporablja trik zaupanja, se pogosto omenja kot "con man-a" (izraz "con-man" se uporablja tudi v slovenščini, ker zanj ni ustreznega prevoda) prevaranta ali goljufa. Prvi "con-man" ali prevarant, ki naj bi uporabil trik zaupanja, je bil Samuel Thompson (1821-1856). Thompson je bil neroden slepar, ki je svoje žrtve prosil, da naj mu zaupanje izkažejo z izročitvijo denarja in ročnih ur, ki naj jim bi jih vrnil.  Thompson je bil aretiran julija 1849. O aretaciji je poročal novinar New York Heralda, dr. James Houston, ki je Thompsona poimenoval kot "con man-a".   Čeprav je bil Thompson neuspešen prevarant, je pridobil sloves genija, kar pa gre pripisati satiričnemu pisanju Houstona, ki ga ni bilo mogoče razumeti na takšen način.   Nacionalna policijska revija (ang. National Police Gazette) je skovala izraz "igra zaupanja ali trik zaupanja" nekaj tednov po tem, ko je Houston v članku o Thompsonu uporabil izraz "con man". 

### Kratkoročne in dolgoročne prevare s trikom zaupanja
Hitra prevara, ki vključuje trik zaupanja, traja le nekaj minut, storilci so usmerjeni v takojšnji izkupiček, žrtve pa po navadi ostanejo brez celotne vsebine denarnice. 
Dolgoročna ali velika prevara s trikom zaupanja je prevara, ki traja več dni, tudi tednov in vključuje skupino prevarantov, rekvizite, dodatke, kostume pa tudi napisan scenarij poteka dogodkov. Cilj dolgoročne prevare je žrtvi odvzeti večje vsote denarja ali dragocene stvari, pogosto pa  vključuje tudi žrtvino izpraznitev bančnih računov ter izposojanje od družinskih članov. 

## Stopnje prevar
V Confessions of a Confidence Man, Edward H. Smith navaja šest jasnih stopenj oziroma faz stopnjevanja igre zaupanja.  Opozarja, da si stopnje ne sledijo nujno po vrstnem redu in da je mogoče kakšno stopnjo izpustiti. 
Osnova za delo
Storilci najprej pripravijo vse potrebno za izvedbo prevare, kar vključuje tudi najem dodatnih ljudi oziroma sostorilcev, če je to potrebno.
Pristop
Prvi stik z žrtvijo.
Nadgrajevanje
Žrtvi predstavijo možnost dobička, pri čemer zadovoljijo pohlep žrtve, ta pa slabi njeno racionalno presojo.
Prepričanje
Žrtev prejme majhno izplačilo kot dokaz učinkovitosti programa, to lahko predstavlja pravi znesek denar ali lažen prikaz nakazila. V igrah na srečo, ki delujejo na trik zaupanja, je žrtvi dovoljeno oziroma omogočeno zmagati več manjših stav, v borzni obliki prevare pa žrtev dobi lažne dividende.
Preobrat
Nenadna kriza oziroma sprememba dogodkov mora povzročiti žrtvino takojšnje ukrepanje. To je točka, na kateri prevara uspe ali propade.
Verodostojnost
Sostorilec, ki igra vlogo zainteresirane stranke, vloži večje količine denarja v isti sistem kot žrtev, da sistem deluje legitimen. Zadnja stopnja prepriča žrtev, da ne gre za prevaro, prevarant pa daje vtis večjega nadzora, ko je posel zaključen.

## Ranljivost žrtev pri trikih zaupanja
Triki zaupanja izkoriščajo tipične človeške lastnosti kot so pohlep, nepoštenost, nečimrnost, oportunizem, poželenje, sočutje, lahkovernost, neodgovornost, obup in naivnost. Zaradi ranljivosti pri različnih človeških čustvih ne moremo ustvariti profila žrtev trikov zaupanja, skupni dejavnik vseh žrtev je samo to, da se sklicujejo na dobro vero storilcev. Žrtve investicijskih prevar po navadi kažejo neprevidno raven pohlepa in s tem lahkovernosti, so pa ciljna skupina žrtev predvsem starostniki. V bolj poglobljenih oblikah trikov zaupanja pa so tudi žrtve z visokim nivojem previdnosti in visoke izobrazbe.
Sostorilci prevar so tisti posamezniki, ki pomagajo storilcu manipulirati z žrtvijo do te točke, da sprejme investicijski načrt. Tradicionalni trik zaupanja se nanaša na žrtvino prepričanje, da bo osvojila denar ali kakšno drugo nagrado v zameno za neko nalogo. Sostorilci se po navadi pretvarjajo, da so tujci, ki so v preteklosti že osvojili denar ali kakšno drugo nagrado z opravljanjem te naloge. 